# Monastyr Spaso-Eufrozyński w Połocku
Monastyr Spaso-Eufrozyński (także: monaster Przemienienia Pańskiego i św. Eufrozyny Połockiej; biał. Спаса-Ефрасіннеўскі манастыр) – prawosławny żeński klasztor w Połocku, od 2015 w bezpośredniej jurysdykcji egzarchy Białorusi. 
Twórczynią monastyru była późniejsza prawosławna święta mniszka Eufrozyna Połocka. Założyła ona nowy żeński klasztor w 1128. Według prawosławnej tradycji decyzję o utworzeniu nowego klasztoru mniszka podjęła pod wpływem objawienia bożego. Monastyr powstał przy starszej drewnianej cerkwi Przemienienia Pańskiego. Bezpośrednio po utworzeniu klasztoru na jej miejscu wzniesiono świątynię murowaną. Od 1161 szczególnym obiektem kultu na jej terenie był krzyż z cząsteczkami relikwii różnych świętych, znany jako krzyż Eufrozyny Połockiej. Klasztor pozostawał w jurysdykcji eparchii połockiej, witebskiej i mścisławskiej.
W XIII w. monastyr został zniszczony w czasie najazdu litewskiego. Został jednak odbudowany i funkcjonował nadal przez trzy stulecia. W 1582 polski król Stefan Batory przekazał zabudowania monastyru zakonowi jezuitów. Po zdobyciu Połocka przez wojska cara Aleksego I obiekty ponownie przejęły prawosławne mniszki, jednak w 1667, na mocy rozejmu w Andruszowie, Połock znalazł się ponownie w granicach I Rzeczypospolitej i jezuici wrócili do dawnej siedziby. W latach 1820–1832 obiektami administrował zakon pijarów. W 1832 władze carskie skasowały ich klasztor, zaś w 1841 zwróciły kompleks zabudowań klasztorowi prawosławnemu. 
Od 19 kwietnia do 23 maja 1910 w monastyrze miały miejsce uroczystości przeniesienia relikwii św. Eufrozyny, które znajdowały się do tej pory w kijowskiej ławrze Peczerskiej. W 1915 wspólnota udała się na bieżeństwo, zabierając ze sobą relikwie. Mniszki udały się ponownie do Połocka w 1921, wtedy też przywiozły ze sobą relikwie założycielki monastyru. Już w roku następnym, w ramach akcji otwarcia relikwii zainicjowanej przez władze bolszewickie, szczątki mniszki zostały zarekwirowane i umieszczone w muzeum archeologicznym w Witebsku, gdzie znajdowały się do 1940. Z kolei w ramach akcji konfiskaty kosztowności cerkiewnych monastyrowi odebrane zostały cenne ikony, koszulki na obrazy i inne przedmioty o znacznej wartości. W 1924 lub 1925 wspólnota została ostatecznie zlikwidowana, a jej zabudowania przekazane wojsku i instytucjom państwowym. W momencie tym w monastyrze przebywało 146 sióstr. Część z nich zamieszkała po zamknięciu klasztoru w domach wiernych lub swoich krewnych, inne jeszcze do 1928 żyły wspólnie, prowadząc spółdzielnię rolną i organizując codzienne zajęcia według reguły zakonnej. W 1928 również spółdzielnia uległa likwidacji. 
W czasie niemieckiej okupacji Połocka podczas II wojny światowej mniszki otrzymały zezwolenie na ponowną organizację monastyru. Nie objęły jednak całego kompleksu jego budynków, gdyż w jednym z obiektów mieszkalnych stacjonowało dowództwo niemieckie, zaś w cerkwi Podwyższenia Krzyża Pańskiego przetrzymywano jeńców radzieckich. Niemcy zgodzili się również na ponowne przewiezienie do Połocka relikwii św. Eufrozyny. Nastąpiło to w 1943. 
W 1960 władze radzieckie po raz drugi zamknęły klasztor i przesiedliły zakonnice do męskiego monastyru w Żyrowiczach. Cerkiew Przemienienia Pańskiego działała jako świątynia parafialna, jedyna czynna cerkiew w mieście. Jeszcze w latach 1985–1989 istniał projekt, ostatecznie zarzucony, zaadaptowania jej na planetarium. 
6 lipca 1989 Święty Synod Rosyjskiego Kościoła Prawosławnego ogłosił reaktywację klasztoru. W roku następnym do monastyru sprowadzono pierwsze mniszki. Podjęto również prace renowacyjne i konserwatorskie w cerkwiach i innych budynkach klasztornych.
We wrześniu 2004 r. siedem mniszek przeniosło się do Berezwecza, celem reaktywacji działającego tam w początkach XX wieku monastyru.
W 2012 w monastyrze przebywało 80 mniszek.